# ادامو، بخش لیپسکو
ادامو، بخش لیپسکو (به لاتین: Adamów, Lipsko County) در لهستان است که در Gmina Sienno واقع شده‌است.